# Abstraction-Création

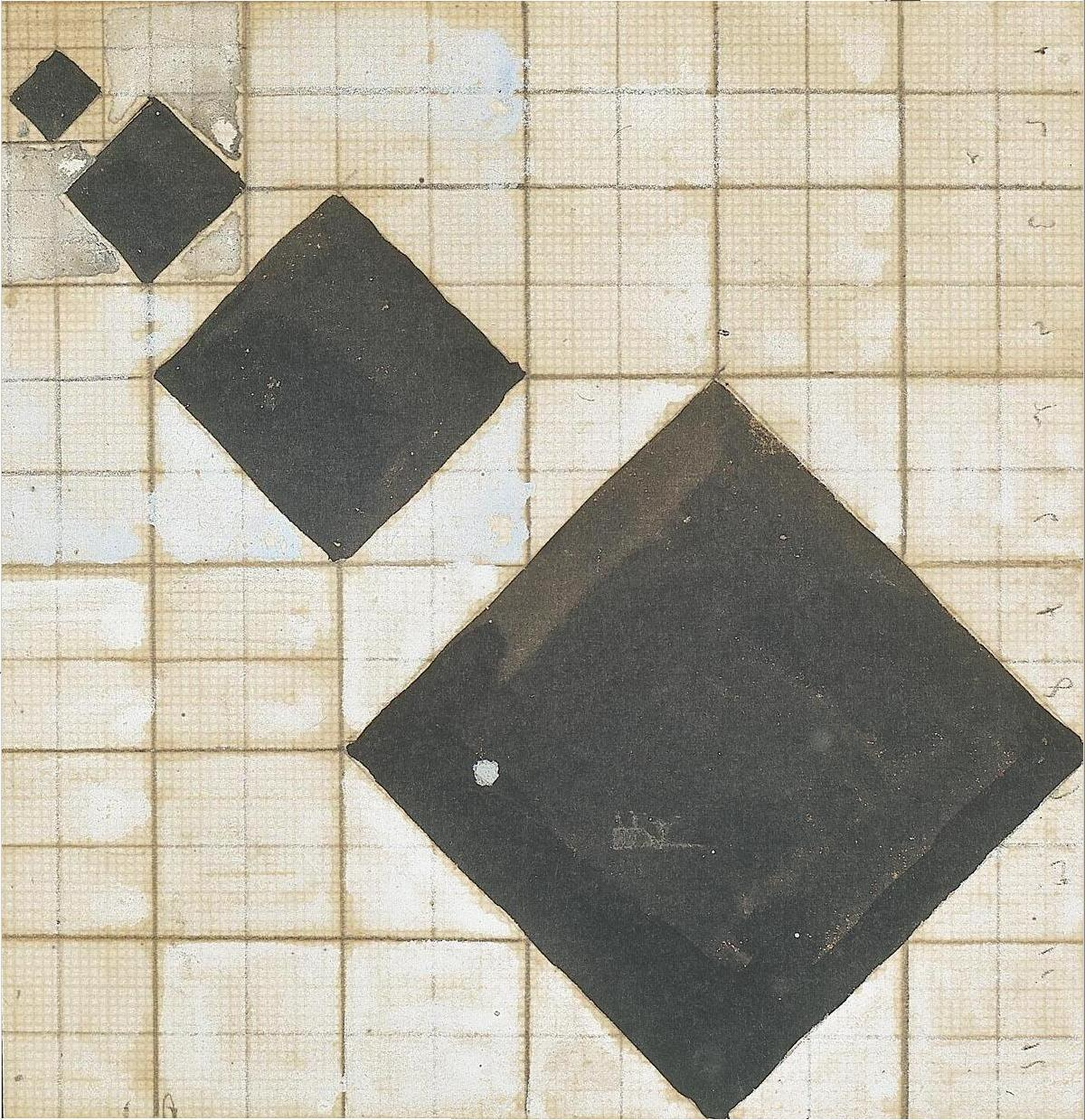
Theo van Doesburg, vers 1929-30, Étude pour une composition arithmétique, crayon, encre de Chine et gouache sur papier millimétré, 12 × 12 cm, Kröller-Müller Museum

Abstraction-Création est un collectif d'artistes formé à Paris en 1931 pour contrer l'influence du puissant groupe des surréalistes dirigé par André Breton. 
Auguste Herbin, Jean Hélion et Georges Vantongerloo fondèrent le groupe pour promouvoir l'art abstrait après la tendance de la représentation dans les années 1920. 
L'existence de ce groupe commence réellement en 1932 et se termine en 1936. Une revue-cahier fut éditée, Abstraction-Création, imprimée à Paris par Les Tendances nouvelles. Chaque numéro était dirigé par un membre élu au sein du groupe, à savoir : Jean Hélion (1), Herbin (2), Vantongerloo (3 et 4), Étienne Béothy (5). En 1932, la préface du premier numéro de la revue, définit Abstraction-Création en ces termes :
« Abstraction, parce que certains artistes sont arrivés à la conception de la non-figuration par l'abstraction progressive des formes de la nature. Création, parce que d'autres artistes ont atteint directement la non-figuration par une conception d'ordre purement géométrique ou par l'emploi exclusif d'éléments communément appelés abstraits, tels que cercles, plans, barres, lignes, etc. ».
De nombreux artistes les rejoignirent, avec cependant des idéaux et des pratiques qui varient beaucoup entre eux : Jean Arp, Katherine Dreier, Hans Erni, Naum Gabo, Jenny-Laure Garcin, Albert Gleizes, Jean Gorin, Barbara Hepworth, Wassily Kandinsky, Théo Kerg, František Kupka, Alberto Magnelli, Piet Mondrian, Marlow Moss, Ben Nicholson, Tarō Okamoto, John Power, Kurt Schwitters, Sophie Taeuber-Arp,  Léon Tutundjian, Bart van der Leck, Paule Vézelay, Jacques Villon, Gérard Vulliamy. 
Les statuts de l'association "Abstraction-Création" sont abrogés en 1939, et sont alors transformés en Réalités Nouvelles sous l'impulsion de Robert et Sonia Delaunay, puis en Salon des Réalités Nouvelles en 1946. 